# Bulgarije op de Olympische Zomerspelen 2008
Bulgarije nam deel aan de Olympische Zomerspelen 2008 in Peking, China. Bulgarije debuteerde op de eerste Zomerspelen in 1896 en deed in 2008 voor de achttiende keer mee.
Er werd één gouden medaille gewonnen, het laagste aantal sinds 1960. Het totale aantal medailles was vijf, terwijl er sinds 1972 altijd meer dan twaalf werden gewonnen.
Een paar maanden voor de start van de Spelen kwam het Bulgaarse gewichtheffen in opspraak. Elf sporters (acht mannen en drie vrouwen) werden in juni tijdens een trainingskamp betrapt op het gebruik van het spierversterkende methandienone. De Bulgaarse bond besloot daarop om geen enkele gewichtheffer naar Peking te sturen. Na de Spelen werden de sporters bestraft en ook de Bulgaarse gewichthefbond kreeg een boete omdat het het imago van de sport tijdens de Spelen had besmeurd. Bulgarije staat in de olympische medaillespiegel van het gewichtheffen op de vierde plaats.

## Medailleoverzicht
| Sport     | Olympiër         | Discipline                    | Medaille |
| --------- | ---------------- | ----------------------------- | -------- |
| Roeien    | Roemjana Nejkova | skiff (v)                     | Goud     |
| Worstelen | Stanka Zlateva   | vrije stijl, tot 72 kg (v)    | Zilver   |
| Worstelen | Yavor Yanakiev   | grieks-romeins, tot 74 kg (m) | Brons    |
| Worstelen | Radoslav Velikov | vrije stijl, tot 55 kg (m)    | Brons    |
| Worstelen | Kiril Terziev    | vrije stijl, tot 74 kg (m)    | Brons    |

## Deelnemers en resultaten

### Atletiek
| Olympiër             | Onderdeel                | Resultaat | Prestatie                                                                       |
| -------------------- | ------------------------ | --------- | ------------------------------------------------------------------------------- |
| Desislav Gunev       | 100m (m)                 | 58e       | serie 6: 6de in 10,66                                                           |
| Desislav Gunev       | 100m (m)                 | 54e       | serie 4: 6de in 21,55                                                           |
| Nikolay Atanasov     | verspringen (m)          | 35e       | kwalificatie groep A: 19de met 7,54m                                            |
| Momchil Karailiev    | hink-stap-springen (m)   | 11e       | kwalificatie groep B: 5de met 17,12m finale: 11de met 16,48m                    |
| Spas Bukhalov        | polsstokhoogspringen (m) | 25e       | kwalificatie groep B: 13de met 5,45m                                            |
| Iliyan Efremov       | polsstokhoogspringen (m) | DNF       | kwalificatie groep A: geen geldige poging                                       |
| Georgi Ivanov        | kogelstoten (m)          | DNF       | kwalificatie groep A: geen geldige poging                                       |
| Kolyo Neshev         | speerwerpen (m)          | 36e       | kwalificatie groep B: 18de met 66,00m                                           |
|                      |                          |           |                                                                                 |
| Inna Eftimova        | 100m (v)                 | 43e       | serie 1: 4de in 11,67                                                           |
| Ivet Lalova          | 100m (v)                 | 15e       | serie 7: 1ste in 11,33 kwartfinale 5: 3de in 11,40 halve finale 1: 7de in 11,51 |
| Tezdzhan Naimova     | 100m (v)                 | 45e       | serie 9: 5de in 11,70                                                           |
| Inna Eftimova        | 200m (v)                 | 26e       | serie 1: 5de in 23,60 kwartfinale 2: 8ste in 23,48                              |
| Ivet Lalova          | 200m (v)                 | 18e       | serie 2: 5de in 23,13 kwartfinale 4: 4de in 23,15                               |
| Daniela Yordanova    | 1500m (v)                | DNS       | niet gestart wegens missen dopingcontrole                                       |
| Tsvetelina Kirilova  | 400m horden (v)          | 14e       | serie 3: 3de in 55,22 halve finale 2: 8ste in 55,97                             |
| Dobrinka Shalamanova | 3000m steeplechase (v)   | DNF       | serie 3: niet gefinisht                                                         |
| Gita Dodova          | hink-stap-springen (v)   | 25e       | kwalificatie groep A: 13de met 13,53m                                           |
| Venera Getova        | discuswerpen (v)         | 34e       | kwalificatie groep B: 16de met 54,00m                                           |
| Rumyana Karapetrova  | speerwerpen (v)          | 52e       | kwalificatie groep B: 26ste met 40,15m                                          |

### Badminton
| Olympiër         | Onderdeel     | Resultaat | Prestatie |
| ---------------- | ------------- | --------- | --- |
| Petya Nedelcheva | enkelspel (v) | 9e        | 1ste ronde: W van SWE Persson: 21-10, 21-10 2de ronde: W van EGY El Said: 21-7, 21-4 3de ronde: V van MAS Wong: 16-21, 8-21 |

### Boksen
| Olympiër       | Onderdeel | Resultaat | Prestatie                                                                  |
| -------------- | --------- | --------- | -------------------------------------------------------------------------- |
| Boris Georgiev | -64kg (m) | 9e        | 1ste ronde: W van USA Molina: 14-1 2de ronde: V van MGL Mönkh-Erdene: 3-10 |
| Kubrat Pulev   | +91kg (m) | 9e        | 1ste ronde: V van COL Rivas: 5-11                                          |

### Boogschieten
| Olympiër      | Onderdeel       | Resultaat | Prestatie                                                                        |
| ------------- | --------------- | --------- | -------------------------------------------------------------------------------- |
| Daniel Pavlov | individueel (m) | 33e       | plaatsingsronde: 59ste met 618 punten 1ste ronde: V van RUS Tsyrempilov: 102-112 |

### Gymnastiek
| Olympiër                                                                                       | Onderdeel                | Resultaat | Prestatie |
| Ritmisch                                                                                       | Ritmisch                 | Ritmisch  | Ritmisch |
| ---------------------------------------------------------------------------------------------- | ------------------------ | --------- | --- |
| Elizabeth Paisieva                                                                             | individueel (v)          | 19e       | kwalificatie: touw: 16de met 16,175 punten hoepel: 15de met 16,400 punten knotsen: 17de met 16,200 punten lint: 22ste met 14,525 punten totaal: 63,300 punten |
| Simona Peycheva                                                                                | individueel (v)          | 10e       | kwalificatie: 9de touw: 8ste met 16,900 punten hoepel: 7de met 17,125 punten knotsen: 12de met 16,475 punten lint: 12de met 16,675 punten totaal: 67,175 punten finale: touw: 10de met 15,975 punten hoepel: 10de met 16,975 punten knotsen: 10de met 16,775 punten lint: 10de met 15,750 punten totaal: 65,475 punten |
| Tsveta Kuseva Yolita Manolova Zornitsa Marinova Maya Paunovska Yoanna Tancheva Tatyana Tongova | team (v)                 | 5e        | kwalificatie: 5de touw: 5de met 16,825 punten hoepel/knotsen: 5de met 16,875 punten totaal: 33,700 punten finale: touw: 5de met 16,750 punten hoepel/knotsen: 5de met 16,800 punten totaal: 33,550 punten |
| Turnen                                                                                         |                          |           | |
| Yordan Yovchev                                                                                 | ringen (m)               | 8e        | kwalificatie: 2de met 16,275 punten finale: 8ste met 15,525 punten |
|                                                                                                |                          |           | |
| Nikolina Tankusheva                                                                            | individuele meerkamp (v) | 60e       | kwalificatie: sprong: 73ste met 13,850 punten brug: 77ste met 12,700 punten balk: 82ste met 12,075 punten vloer: 77ste met 12,850 punten totaal: 51,475 punten |

### Kanovaren
| Olympiër                   | Onderdeel     | Resultaat | Prestatie                                                                      |
| -------------------------- | ------------- | --------- | ------------------------------------------------------------------------------ |
| Adnan Aliev Deyan Georgiev | C-2 500m (m)  | 7e        | serie 1: 5de in 1.43,428 halve finale: 2de in 1.42,891 finale: 7de in 1.43,971 |
| Adnan Aliev Deyan Georgiev | C-2 1000m (m) | 10e       | serie 2: 6de in 3.54,111 halve finale: 4de in 3.45,019                         |

### Roeien
| Olympiër                     | Onderdeel       | Resultaat | Prestatie |
| ---------------------------- | --------------- | --------- | --- |
| Ivo Yanakiev Martin Yanakiev | dubbel-twee (m) | 10e       | serie 3: 4de in 6.45,03 halve finale 2: 4de in 6.26,62 finale B: 4de in 6.45,91                                |
|                              |                 |           | |
| Rumyana Neykova              | skiff (v)       | Goud      | serie 4: 1ste in 7.56,07 kwartfinale 3: 1ste in 7.22,37 halve finale 2: 2de in 7.33,29 finale: 1ste in 7.22,34 |

### Schietsport
| Olympiër             | Onderdeel                  | Resultaat | Prestatie                                                                         |
| -------------------- | -------------------------- | --------- | --------------------------------------------------------------------------------- |
| Tanyu Kiryakov       | 50m pistool (m)            | 6e        | kwalificatie: 7de met 562 punten (90-93-95-94-95-95) finale: 6de met 656,8 punten |
| Tanyu Kiryakov       | 10m luchtpistool (m)       | 10e       | kwalificatie: 10de met 580 punten (96-96-97-97-97-97)                             |
|                      |                            |           |                                                                                   |
| Desislava Balabanova | 50m geweer 3 houdingen (v) | 28e       | kwalificatie: 28ste met 574 punten (191-191-192)                                  |
| Desislava Balabanova | 10m luchtgeweer (v)        | 26e       | kwalificatie: 26ste met 393 punten (99-97-98-99)                                  |
| Mariya Grozdeva      | 25m pistool (v)            | 5e        | kwalificatie: 5de met 583 punten (287-296) finale: 5de met 786,6 punten           |
| Irena Tanova         | 25m pistool (v)            | 37e       | kwalificatie: 37ste met 569 punten (280-289)                                      |
| Mariya Grozdeva      | 10m luchtpistool (v)       | 11e       | kwalificatie: 11de met 382 punten (96-93-95-98)                                   |
| Irena Tanova         | 10m luchtpistool (v)       | 32e       | kwalificatie: 32ste met 377 punten (96-93-95-93)                                  |

### Tennis
| Olympiër           | Onderdeel     | Resultaat | Prestatie                                                                            |
| ------------------ | ------------- | --------- | ------------------------------------------------------------------------------------ |
| Tsvetana Pironkova | enkelspel (v) | 17e       | 1ste ronde: W van POL Domachowska: 6-3, 6-4 2de ronde: V van SVK Cibulková: 2-6, 2-6 |

### Volleybal
| Olympiër | Onderdeel | Resultaat | Prestatie |
| --- | --------- | --------- | --- |
| Todor Aleksiev Krasimir Gaydarski Evgeni Ivanov Matey Kaziyski Plamen Konstantinov Vladimir Nikolov Teodor Salparov Kostadin Stoykov Ivan Tassev Hristo Tsvetanov Boyan Yordanov Andrey Zhekov | zaal (m)  | 5e        | groep A: 3de W van China: 3-1 (25-20, 25-21, 26-28, 25-19) W van Japan: 3-1 (29-27, 23-25, 25-21, 25-19) V van Verenigde Staten: 1-3 (29-27, 21-25, 14-25, 24-26) V van Italië: 0-3 (20-25, 21-25, 16-25) W van Venezuela: 3-1 (23-25, 25-19, 25-16, 25-22) kwartfinale: V van Rusland: 1-3 (25-20, 16-25, 22-25, 21-25) |

| Groep B |                  |             |             |             |             |             |             |        |        |        |        |
|         | Land             | Wedstrijden | Wedstrijden | Wedstrijden | Wedstrijden | Wedstrijden | Wedstrijden | Punten | Punten | Punten | Punten |
| G       | Land             | W           | V           | SW          | SV          | SR          | SPW         | SPL    | Saldo  |        | Punten |
| 1       | Verenigde Staten | 5           | 5           | 0           | 15          | 4           | +11         | 460    | 371    | +89    | 10     |
| 2       | Italië           | 5           | 4           | 1           | 13          | 6           | +7          | 439    | 401    | +38    | 9      |
| 3       | Bulgarije        | 5           | 3           | 2           | 10          | 9           | +1          | 446    | 440    | +6     | 8      |
| 4       | China            | 5           | 2           | 3           | 9           | 13          | -4          | 445    | 492    | -47    | 7      |
| 5       | Venezuela        | 5           | 1           | 4           | 8           | 12          | -4          | 421    | 451    | -30    | 6      |
| 6       | Japan            | 5           | 0           | 5           | 4           | 15          | -11         | 392    | 448    | -56    | 5      |

| Ronde       | Datum  | Plaats    | Land | Score            | Land |
| ----------- | ------ | --------- | ---- | ---------------- | ---- |
| Groepsfase  |        |           |      |                  |      |
| 10 augustus | Peking | Bulgarije | 3-1  | China            |      |
| 12 augustus | Peking | Japan     | 1-3  | Bulgarije        |      |
| 14 augustus | Peking | Bulgarije | 1-3  | Verenigde Staten |      |
| 16 augustus | Peking | Italië    | 3-0  | Bulgarije        |      |
| 18 augustus | Peking | Bulgarije | 3-1  | Venezuela        |      |
| Kwartfinale |        |           |      |                  |      |
| 20 augustus | Peking | Bulgarije | 1-3  | Rusland          |      |

### Wielersport
| Olympiër         | Onderdeel        | Resultaat | Prestatie      |
| ---------------- | ---------------- | --------- | -------------- |
| Danail Petrov    | wegwedstrijd (m) | DNF       | niet gefinisht |
| Evgeniy Gerganov | wegwedstrijd (m) | DNF       | niet gefinisht |

### Worstelen
| Olympiër            | Onderdeel   | Resultaat   | Prestatie |
| Vrije stijl         | Vrije stijl | Vrije stijl | Vrije stijl |
| ------------------- | ----------- | ----------- | --- |
| Radoslav Velikov    | -55kg (m)   | Brons       | kwalificatie: vrij 1ste ronde: V van USA Cejudo: 1-3 herkansingen: W van GEO Gochashvili: 3-1 bronzen finale: W van AZE Sevdimov: 3-1                                       |
| Serafim Barzakov    | -66kg (m)   | 11e         | kwalificatie: vrij 1ste ronde: W van KOR Jung: 3-1 2de ronde: V van GEO Tushishvili: 0-3                                                                                    |
| Kiril Terziev       | -74kg (m)   | Brons       | kwalificatie: vrij 1ste ronde: W van IRI Mostafa-Jokar: 3-1 kwartfinale: W van KGZ Gitinov: 5-0 halve finale: V van RUS Saitiev: 0-5 bronzen finale: W van CUB Fundora: 5-0 |
| Bozhidar Boyadzhiev | -120kg (m)  | 13e         | kwalificatie: V van RUS Akhmedov: 0-3 herkansingen: V van IRI Masoumi: 1-3                                                                                                  |
|                     |             |             | |
| Elina Vaseva        | -63kg (v)   | 7e          | kwalificatie: vrij 1ste ronde: W van GUM Dunn: 3-0 kwartfinale: V van RUS Kartashova: 1-3 herkansingen: V van KAZ Shalygina: 1-3                                            |
| Stanka Zlateva      | -72kg (v)   | Zilver      | 1ste ronde: W van CAN Akuffo: 3-0 kwartfinale: W van ESP Unda: 3-1 halve finale: W van POL Wieszczek: 3-0 finale: V van CHN Wang: 0-5                                       |
| Grieks-Romeins      |             |             | |
| Venelin Venkov      | -55kg (m)   | 17e         | kwalificatie: V van IRI Sourian: 0-5 |
| Armen Nazarjan      | -60kg (m)   | 7e          | kwalificatie: W van GEO Bedinadze: 3-1 1ste ronde: W van JPN Sasamoto: 3-1 kwartfinale: V van AZE Rahimov: 1-3 herkansingen: V van TUR Sheng: 1-3                           |
| Nikolay Gergov      | -66kg (m)   | 5e          | kwalificatie: vrij / 1ste ronde: W van TUR Eroğlu: 3-1 kwartfinale: W van RUS Kovalenko: 3-1 halve finale: V van KGZ Bagaliev: 1-3 bronzen finale: V van UKR Vardanyan: 1-3 |
| Yavor Yanakiev      | -74kg (m)   | Brons       | kwalificatie: vrij / 1ste ronde: V van CHN Chang: 1-3 herkansingen: W van PER Barrera: 3-0 bronzen finale: V van BLR Mikhalovich: 3-1                                       |
| Kaloyan Dinchev     | -96kg (m)   | 14e         | kwalificatie: vrij / 1ste ronde: V van CZE Švec: 1-3 |
| Ivan Ivanov         | -120kg (m)  | 13e         | kwalificatie: vrij / 1ste ronde: V van FRA Szczepaniak: 1-3 |

### Zeilen
| Olympiër                     | Onderdeel | Resultaat | Prestatie                                |
| ---------------------------- | --------- | --------- | ---------------------------------------- |
| Irina Konstantinova-Bontemps | RS:X (v)  | 12e       | 101 punten: (18-8-8-15-18-17-10-10-2-13) |

### Zwemmen
| Olympiër          | Onderdeel            | Resultaat | Prestatie                                                        |
| ----------------- | -------------------- | --------- | ---------------------------------------------------------------- |
| Petar Stoychev    | 1500m vrije slag (m) | 30e       | serie 1: 2de in 15.28,84                                         |
| Mihail Alexandrov | 100m schoolslag (m)  | 11e       | serie 8: 3de in 1.00,69 (NR) halve finale 1: 6de in 1.00,61 (NR) |
| Mihail Alexandrov | 200m schoolslag (m)  | 24e       | serie 5: 5de in 2.11,94 (NR)                                     |
| Georgi Palazov    | 100m vlinderslag (m) | 60e       | serie 3: 8ste in 55,25                                           |
| Georgi Palazov    | 200m vlinderslag (m) | 39e       | serie 3: 8ste in 2.01,84                                         |
| Mihail Alexandrov | 200m wisselslag (m)  | 20e       | serie 3: 2de in 2.00,70 (NR)                                     |
| Petar Stoychev    | 10km open water (m)  | 6e        | 1:52.09,1                                                        |
|                   |                      |           |                                                                  |
| Nina Rangelova    | 200m vrije slag (v)  | 30e       | serie 2: 2de in 2.00,66 (NR)                                     |

Afghanistan · Albanië · Algerije · Amerikaanse Maagdeneilanden · Amerikaans-Samoa · Andorra · Angola · Antigua en Barbuda · Argentinië · Armenië · Aruba · Australië · Azerbeidzjan · Bahama's · Bahrein · Bangladesh · Barbados · België · Belize · Benin · Bermuda · Bhutan · Bolivia · Bosnië en Herzegovina · Botswana · Brazilië · Britse Maagdeneilanden · Bulgarije · Burkina Faso · Burundi · Cambodja · Canada · Centraal-Afrikaanse Republiek · Chili · China · Chinees Taipei · Colombia · Comoren · Congo-Brazzaville · Congo-Kinshasa · Cookeilanden · Costa Rica · Cuba · Cyprus · Denemarken · Djibouti · Dominica · Dominicaanse Republiek · Duitsland · Ecuador · Egypte · El Salvador · Equatoriaal-Guinea · Eritrea · Estland · Ethiopië · Fiji · Filipijnen · Finland · Frankrijk · Gabon · Gambia · Georgië · Ghana · Grenada · Griekenland · Groot-Brittannië · Guam · Guatemala · Guinee · Guinee‑Bissau · Guyana · Haïti · Honduras · Hongarije · Hongkong · Ierland · IJsland · India · Indonesië · Irak · Iran · Israël · Italië · Ivoorkust · Jamaica · Japan · Jemen · Jordanië · Kaaimaneilanden · Kaapverdië · Kameroen · Kazachstan · Kenia · Kirgizië · Kiribati · Koeweit · Kroatië · Laos · Lesotho · Letland · Libanon · Liberia · Libië · Liechtenstein · Litouwen · Luxemburg · Macedonië · Madagaskar · Malawi · Malediven · Maleisië · Mali · Malta · Marshalleilanden · Marokko · Mauritanië · Mauritius · Mexico · Micronesië · Moldavië · Monaco · Mongolië · Montenegro · Mozambique · Myanmar · Namibië · Nauru · Nederland · Nederlandse Antillen · Nepal · Nicaragua · Nieuw-Zeeland · Niger · Nigeria · Noord-Korea · Noorwegen · Oeganda · Oekraïne · Oezbekistan · Oman · Oostenrijk · Oost‑Timor · Pakistan · Palau · Palestina · Panama · Papoea-Nieuw-Guinea · Paraguay · Peru · Polen · Portugal · Puerto Rico · Qatar · Roemenië · Rusland · Rwanda · Saint Kitts en Nevis · Saint Lucia · Saint Vincent en Grenadines · Salomonseilanden · Samoa · San Marino · Sao Tomé en Principe · Saoedi-Arabië · Senegal · Servië · Seychellen · Sierra Leone · Singapore · Slovenië · Slowakije · Soedan · Somalië · Spanje · Sri Lanka · Suriname · Swaziland · Syrië · Tadzjikistan · Tanzania · Thailand · Togo · Tonga · Trinidad en Tobago · Tsjaad · Tsjechië · Tunesië · Turkije · Turkmenistan · Tuvalu · Uruguay · Vanuatu · Venezuela · Verenigde Arabische Emiraten · Verenigde Staten · Vietnam · Wit-Rusland · Zambia · Zimbabwe · Zuid-Afrika · Zuid-Korea · Zweden · Zwitserland
Uitgesloten van deelname: Brunei